# Ribeira de Odivelas
A ribeira de Odivelas ou ribeira de Caneças é um curso de água de Portugal localizado nos concelhos de Odivelas e de Loures no Distrito de Lisboa. A ribeira é um subafluente do rio Trancão.